# Steve Wilder
Steve Wilder (Cooperstown (New York), 23 oktober 1970) is een Amerikaans acteur.

## Biografie
Wilder haalde zijn diploma op de high school op veertienjarige leeftijd. In zijn late tienerjaren speelde hij professioneel tennis en na zijn twintigjarige leeftijd begon hij met acteren. Naast zijn acteren is hij ook van beroep piloot van vliegtuigen en helikopters en kapitein op zeilschepen.
Wilder begon in 1996 met acteren in de film Josh Kirby... Time Warrior: Chapter 4, Eggs from 70 Million B.C.. Hierna heeft hij nog enkele rollen meer gespeeld in films en televisieseries zoals Days of our Lives (1997-1998) en Melrose Place (1998).

## Filmografie

### Films
Uitgezonderd korte films.
- 2021 Raunch and Roll - als Tommy Tucker
- 2020 I Am Fear - als Blaine Edwards
- 2019 Muna - als rechercheur Oswald
- 2017 Dirty Lies - als Dirk
- 2017 Swing State - als Steve
- 2016 Last Man Club - als dr. Cliff Darby
- 2016 The Nice Guys - als Perry de advocaat
- 2013 Iron Man 3 - als vervelende beveiliger
- 2008 Squeegees - als vieze advocaat
- 1997 The Journey: Absolution – als Bateman
- 1996 Josh Kirby... Time Warrior: Chapter 4, Eggs from 70 Million B.C. – als Akira Storm

### Televisieseries
Uitgezonderd eenmalige gastrollen.
- 2000 Oh Baby – als Vince – 2 afl.
- 1998 Melrose Place – als Alex Bastian – 8 afl.
- 1997 – 1998 Days of Our Lives – als Jack Deveraux – 91 afl.